# Schwenckfeldina forcipigera
Schwenckfeldina forcipigera är en tvåvingeart som först beskrevs av Günther Enderlein 1911.  Schwenckfeldina forcipigera ingår i släktet Schwenckfeldina och familjen sorgmyggor. Inga underarter finns listade i Catalogue of Life.